# K League 1
La K League 1 (K리그1?) è la massima divisione del campionato sudcoreano di calcio. Vi fanno parte 12 club.
Il calendario della stagione segue l'anno solare, diversamente da come avviene in Europa, e in linea con gli altri campionati orientali.
Occupa il 20º posto del ranking mondiale dei campionati stilato annualmente dall'IFFHS e il 1º a livello continentale, pertanto è considerata la lega calcistica più competitiva d'Asia.

## Storia
La fondazione della lega risale al 1983. Inizialmente assunse il nome di Korean Super League, ed era composta da sole cinque
squadre: Hallelujah, Daewoo, POSCO, Yukong Elephants e Kookmin Bank. Alcune di queste formazioni erano amatoriali. Fu l'Hallelujah ad aggiudicarsi il primo titolo.
Nel 1994, in seguito ad un momento difficile, la lega venne riformata, ed il nome mutato in Korea League. Da allora il numero di squadre partecipanti è aumentato gradualmente, fino alle sedici del 2011. Delle cinque squadre della precedente Korean Super League solo Daewoo, POSCO e Yukong Elephants rimasero nella nuova lega; Kookmin Bank e Hallelujah non partecipavano più al campionato rispettivamente dal 1984 e dal 1985.
Molti dei club sono di proprietà delle principali "chaebol" (conglomerate) coreane: ciò traspare anche dal nome delle formazioni. Nel tentativo di integrarsi maggiormente con le comunità locali, le squadre hanno affiancato al loro nome quello di città coreane. Ne è un esempio il nome della squadra Daewoo, che, nel tempo, è stato modificato in Daewoo Royals, Busan Daewoo Royals, Busan I'cons fino all'attuale Busan I'Park.

## Struttura e svolgimento
La K-League ha inizio solitamente intorno a marzo/aprile e termina a novembre dello stesso anno. Il numero di partite e squadre è cambiato spesso negli ultimi anni, raggiungendo il picco nella stagione 2012 con 16 squadre partecipanti, per poi ridursi a 12 nella stagione 2014:
| Stagione         | Numero di squadre |
| 1983             | 5                 |
| dal 1984 al 1985 | 8                 |
| 1986             | 6                 |
| dal 1987 al 1988 | 5                 |
| dal 1989 al 1993 | 6                 |
| 1994             | 7                 |
| 1995             | 8                 |
| 1996             | 9                 |
| dal 1997 al 2002 | 10                |
| 2003             | 12                |
| dal 2004 al 2005 | 13                |
| dal 2006 al 2008 | 14                |
| dal 2009 al 2010 | 15                |
| dal 2011 al 2012 | 16                |
| 2013             | 14                |
| dal 2014         | 12                |

Fino al 2012 la K-League è stata l'unica lega professionistica presente in Corea del Sud, composta da sedici formazioni. Si trattava di una lega chiusa, senza promozioni né retrocessioni. Sotto la K-League c'era la K2 League, anch'essa lega chiusa e composta da squadre semi-professionistiche ed amatoriali.
A partire dal 2012 sono state introdotte delle novità. La stagione è stata divisa in due parti (stages), seguendo il modello della Scottish Premiership. È stato introdotto anche un sistema di promozioni e retrocessioni, essendo stata creata la K League 2: a partire dalla stagione 2014 l'ultima classificata in K League Classic retrocede direttamente in K League 2, mentre la penultima classificata in K League Classic sfida la vincente dei playoff di K League 2 per un posto in massima serie.
La squadra vincitrice del titolo si qualifica per la AFC Champions League dell'anno successivo (eccetto il Sangju Sangmu Phoenix, dovuto al fatto che quest'ultima squadra è la squadra dell'esercito e non è professionista). Si qualificano alla AFC Champions League anche la seconda e la terza classificata, più la vincitrice della Coppa della Corea del Sud.

## Albo d'oro
- 1983 -  Hallelujah (1)
- 1984 -  Daewoo Royals (1)
- 1985 -  Lucky-Goldstar Hwangso (1)
- 1986 -  POSCO Atoms (1)
- 1987 -  Daewoo Royals (2)
- 1988 -  POSCO Atoms (2)
- 1989 -  Yukong Elephants (1)
- 1990 -  Lucky-Goldstar Hwangso (2)
- 1991 -  Daewoo Royals (3)
- 1992 -  POSCO Atoms (3)
- 1993 -  Ilhwa Chunma (1)
- 1994 -  Ilhwa Chunma (2)
- 1995 -  Ilhwa Chunma (3)
- 1996 -  Ulsan HD (1)
- 1997 -  B. Daewoo Royals (4)
- 1998 -  Suwon Bluewings (1)
- 1999 -  Suwon Bluewings (2)
- 2000 -  Anyang LG Cheetahs (3)
- 2001 -  S. Ilhwa Chunma (4)
- 2002 -  S. Ilhwa Chunma (5)
- 2003 -  S. Ilhwa Chunma (6)
- 2004 -  Suwon Bluewings (3)
- 2005 -  Ulsan HD (2)
- 2006 -  S. Ilhwa Chunma (7)
- 2007 -  Pohang Steelers (4)
- 2008 -  Suwon Bluewings (4)
- 2009 -  Jeonbuk Hyundai (1)
- 2010 -  Seoul (4)
- 2011 -  Jeonbuk Hyundai (2)
- 2012 -  Seoul (5)
- 2013 -  Pohang Steelers (5)
- 2014 -  Jeonbuk Hyundai (3)
- 2015 -  Jeonbuk Hyundai (4)
- 2016 -  Seoul (6)
- 2017 -  Jeonbuk Hyundai (5)
- 2018 -  Jeonbuk Hyundai (6)
- 2019 -  Jeonbuk Hyundai (7)
- 2020 -  Jeonbuk Hyundai (8)
- 2021 -  Jeonbuk Hyundai (9)
- 2022 -  Ulsan HD (3)
- 2023 -  Ulsan HD (4)
- 2024 -  Ulsan HD (5)

## Vittorie per squadra
Ecco l'elenco completo dei titoli vinti da ciascuna squadra (le squadre in grigio non esistono più):
| Club             | Vittorie | Stagioni                                             |
| ---------------- | -------- | ---------------------------------------------------- |
| Jeonbuk Hyundai  | 9        | 2009, 2011, 2014, 2015, 2017, 2018, 2019, 2020, 2021 |
| S. Ilhwa Chunma  | 7        | 1993, 1994, 1995, 2001, 2002, 2003, 2006             |
| Seoul            | 6        | 1985, 1990, 2000, 2010, 2012, 2016                   |
| Pohang Steelers  | 5        | 1986, 1988, 1992, 2007, 2013                         |
| Ulsan HD         | 5        | 1996, 2005, 2022, 2023, 2024                         |
| Busan IPark      | 4        | 1984, 1987, 1991, 1997                               |
| Suwon Bluewings  | 4        | 1998, 1999, 2004, 2008                               |
| Yukong Elephants | 1        | 1989                                                 |
| Hallelujah       | 1        | 1983                                                 |

## Squadre partecipanti
Sono 23 le squadre ad aver preso parte alle 43 edizioni della K-League (in grassetto le squadre che partecipano alla stagione 2025):
- 43 volte:  Pohang Steelers
- 42 volte:  Ulsan HD,  Seoul
- 34 volte:  Busan IPark
- 32 volte:  Seongnam
- 31 volte:  Jeonbuk Hyundai,  Jeju SK
- 28 volte:  Suwon Bluewings
- 24 volte:  Jeonnam Dragons
- 21 volte:  Daejeon Citizen
- 20 volte:  Daegu,  Incheon Utd
- 17 volte:  Sangju Sangmu
- 14 volte:  Gangwon
- 11 volte:  Gyeongnam
- 10 volte:  Gwangju
- 6 volte:  Suwon
- 3 volte:  Gimcheon Sangmu,  Hallelujah,  Hanil Bank
- 2 volte:  Kookmin Bank
- 1 volta:  FC Anyang,  Jeonbuk Buffalo

## Squadre 2021
| Squadra         | Città                 | Stadio                       | Prima stagione | Stagioni consecutive in K League | Stagioni in K League | Ultimo titolo |
| --------------- | --------------------- | ---------------------------- | -------------- | -------------------------------- | -------------------- | ------------- |
| Daegu           | Taegu                 | DGB Daegu Bank Park          | 2003           | 2017–                            | 16                   | —             |
| Gangwon         | Gangwon               | Chuncheon Songam Stadium     | 2009           | 2017–                            | 10                   | —             |
| Gwangju         | Gwangju               | Gwangju World Cup Stadium    | 2011           | 2020–                            | 7                    | —             |
| Incheon Utd     | Incheon               | Incheon Football Stadium     | 2004           | 2004–                            | 17                   | —             |
| Jeju SK         | Jeju                  | Jeju World Cup Stadium       | 1983           | 2021–                            | 27                   | 1989          |
| Jeonbuk Hyundai | Jeolla Settentrionale | Jeonju World Cup Stadium     | 1995           | 1995–                            | 27                   | 2020          |
| Pohang Steelers | Pohang                | Pohang Steel Yard            | 1983           | 1983–                            | 39                   | 2013          |
| Seongnam        | Seongnam              | Tancheon Stadium             | 1987           | 2019–                            | 31                   | 2006          |
| Seoul           | Seul                  | Seoul World Cup Stadium      | 1984           | 1984–                            | 38                   | 2016          |
| Suwon Bluewings | Suwon                 | Suwon World Cup Stadium      | 1996           | 1996–                            | 26                   | 2008          |
| Suwon           | Suwon                 | Suwon Stadium                | 2016           | 2021–                            | 2                    | —             |
| Ulsan HD        | Ulsan                 | Ulsan Munsu Football Stadium | 1984           | 1984–                            | 38                   | 2005          |

## Politica tesseramento giocatori stranieri
Il numero limite di giocatori stranieri è di cinque per squadra, di cui uno riservato a un giocatore dei paesi dell'Asian Football Confederation (AFC) e uno a un giocatore della Associazione delle Nazioni del Sud-est asiatico. Una squadra può utilizzare cinque giocatori stranieri in campo per ogni partita, incluso almeno un giocatore della confederazione AFC.
Il nome in grassetto indica che il giocatore è stato registrato durante il periodo di trasferimento di metà stagione.
| Squadra                 | Giocatore 1         | Giocatore 2           | Giocatore 3          | Giocatore AFC      | Giocatore ASEAN |
| ----------------------- | ------------------- | --------------------- | -------------------- | ------------------ | --------------- |
| Daegu FC                | Césinha             | Edgar                 |                      | Tsubasa Nishi      |                 |
| Gangwon FC              | Vladimir Silađi     | Masatoshi Ishida      |                      | Rustam Ashurmatov  |                 |
| Gwangju FC              | Felipe              | Aleksandar Andrejevic |                      |                    |                 |
| Incheon United          | Negueba             | Stefan Mugoša         | Elías Aguilar        | Harrison Delbridge |                 |
| Jeju United             | Oskar Zawada        | Gerso                 |                      | Islom Kenzhaboev   |                 |
| Jeonbuk Hyundai Motors  | Gustavo             | Modou Barrow          | Stanislav Il'jučenko | Takahiro Kunimoto  |                 |
| Pohang Steelers         | Manuel Palacios     | Borys Taščy           |                      | Alex Grant         |                 |
| Seongnam FC             | Richard Windbichler | Fejsal Mulić          | Sergiu Buș           | Jamshid Iskandarov |                 |
| FC Seoul                | Osmar               | Aleksandar Paločević  |                      | Ikromjon Alibaev   |                 |
| Suwon Samsung Bluewings | Doneil Henry        | Uroš Đerić            | Nicolao Dumitru      | Terry Antonis      |                 |
| Suwon FC                | Murilo              | Lars Veldwijk         |                      |                    |                 |
| Ulsan Hyundai           | Lukas Hinterseer    | Dave Bulthuis         | Valeri Q'azaishvili  | Jason Davidson     |                 |